# Vize robotů (povídka)
Vize robotů (anglicky „Robot Visions“) je vědeckofantastická povídka spisovatele Isaaca Asimova. Poprvé vyšla v roce 1990 ve stejnojmenné sbírce povídek, pro kterou byla napsána. V roce 1992 se umístila na 3. místě v kategorii „povídka“ ceny Asimov's Reader Poll.

## Děj
V roce 2030 vládnou na přelidněné Zemi tvrdé podmínky. Skupina vědců nazývajících se temporalisté se zabývá cestováním v čase, hodlá do 200 let vzdálené budoucnosti vyslat robota AR-32 „Archie“, aby zjistil, zda lidstvo těžkou dobu vůbec přežilo. Postupně formulují různé praktické aspekty mise. Když je Archie vyslán, uplyne pouze zlomek sekundy a je zpět. Robot však strávil v budoucnosti plných 5 let. Obyvatelé Země roku 2230 jej přijali a ukázali mu vše, co potřeboval zjistit. Společnost je dobře fungující, počet obyvatel sice klesl z 10 000 000 000 na 1 000 000 000, ale životní prostředí bylo obnoveno a všude vládne mír a blahobyt. Sluneční soustava je částečně kolonizována, ve vesmíru žije 150 000 000 obyvatel. Robot navštívil i Měsíc, Mars a jeho satelit Phobos. Na orbitách Země, Marsu a v pásu asteroidů byla vystavena sídliště. Na zásadní otázku, jakým způsobem došlo k redukci obyvatel o 90%, robot nedokáže odpovědět. Bylo mu řečeno, že nastala smutná doba. Temporalisté jeho poznatky analyzují a dospějí k závěru, že bude lepší další cesty časem nepodnikat a projekt ukončit, aby se předešlo zkáze přijatelné budoucnosti.
Jeden z temporalistů si uvědomí, že robot se nezmínil o dětech. Když se jej na to posléze zeptá, AR-32 mu odpoví, že žádné neviděl. Temporalista si uvědomí, že lidstvo zaniklo a místo lidí civilizaci rozvíjejí humanoidní roboti. Sám je totiž prvním z nich.
| „                            | Pokud lidé vymřeli kvůli svým vlastním sporům, nenávisti a hlouposti, alespoň po sobě zanechali hodnotné nástupce; druh inteligentní bytosti, která si cenila minulosti a na jejím základě odstartovala do budoucnosti, ze všech sil se snažíc uskutečnit odvěké aspirace lidstva v budování lepšího, laskavějšího světa, a osídlujíc vesmír mnohem účinnějším způsobem než bychom to dokázali my, „skuteční“ lidé. | “ |
| — Isaac Asimov - Vize robotů | |   |